# Син (фільм, 1987)
«Син» (рос. «Сын») — російський радянський художній фільм 1987 року режисера Миколи Суботіна.

## Сюжет
Ваня Погорєлов залишає навчання в столичній художній спецшколі, щоб бути в рідному селі поруч з батьком, який важко переживає службові неприємності. Ваня впевнений, що саме в цей момент батькові необхідна його щира підтримка.

## У ролях
- Станіслав Філатов
- Валерій Золотухін
- Наталія Назарова
- Микола Волков
- Петро Щербаков
- Валерій Носик
- Олег Вавилов
- Вацлав Дворжецький
- Любов Стриженова
- Ян Хвілер
- Олександра Колкунова

## Творча група
- Сценарій: Олексій Тімм
- Режисер: Микола Суботін
- Оператор: Володимир Брусін, Валентин Халтуріна
- Композитор: